# Blærestar
Blærestar (Carex vesicaria), ofte skrevet blære-star, er et 20-70 cm højt halvgræs, der vokser ved søer og åer. Den ligner næbstar, men stænglen er overalt trekantet i tværsnit.

## Beskrivelse
Blærestar har 4 - 7 mm brede, flade blade, der er gulgrønne-grønne på oversiden. Bladets skedehinde har en 5-8 mm lang, spids vedhæftning. Blomsterstanden består af 2-3 smalle hanaks og 1-3 hunaks, hvis frugthylstre er skråt opadrettede. Den blomstrer i maj-juni.

## Voksested
I Danmark er den almindelig i den sydøstlige del af landet ved søer og åer. Den er i øvrigt temmelig sjælden.